# Николай I
Никола́й I Па́влович (25 июня [6 июля] 1796, Царское Село, Санкт-Петербургская губерния — 18 февраля [2 марта] 1855, Санкт-Петербург) — император Всероссийский с 19 ноября (1 декабря) 1825 по 18 февраля (2 марта) 1855, царь Польский (единственный коронованный польский монарх из числа Всероссийских императоров) и великий князь Финляндский. Третий сын императора Павла I и Марии Фёдоровны, родной брат императора Александра I, отец императора Александра II. Внук Екатерины II и Петра III.

## Биография

### Детство и отрочество
Николай был третьим сыном императора Павла I и императрицы Марии Фёдоровны. Он родился поутру в три четверти 4го часа 25 июня (6 июля) 1796 года — за несколько месяцев до вступления великого князя Павла Петровича на престол. Таким образом, он был последним из внуков Екатерины II, родившихся при её жизни.
Газета «Санкт-Петербургские ведомости» от 11 июля 1796 года сообщала

Минувшаго Iюня 25 числа въ 3 часа по полуночи разрѣшилась благополучно отъ бремени въ Царскомъ Селѣ Ея Императорское Высочество Благовѣрная Государыня Великая Княгиня МАРIЯ ѲЕОДОРОВНА Великимъ Княземъ нарѣченнымъ на молитвѣ НИКОЛАЕМЪ.

О рождении великого князя Николая Павловича было объявлено в Царском Селе пушечной пальбой и колокольным звоном, а в Санкт-Петербург послано известие с нарочным.
Мальчик, как и предыдущие внуки Екатерины II, получил непривычное для династии Романовых имя. Придворный историк М. А. Корф даже специально отметил, что младенца нарекли именем «небывалым в нашем царственном доме». В императорском доме Романовской династии именем Николай детей не нарекали. Причём если первые два внука были названы из-за Греческого проекта Александром (в честь Александра Македонского) и Константином (в честь Константина Великого), то объяснения наречению именем Николай в источниках не содержится, хотя Николай Чудотворец был весьма почитаем на Руси. Возможно, Екатерина учитывала семантику имени, восходящего к греческим словам «победа» и «народ».
На рождение великого князя писались оды, автором одной из них стал Г. Р. Державин. Тезоименитство — 6 декабря по юлианскому календарю (Николая Чудотворца).
По установленному императрицей Екатериной II порядку, великий князь Николай Павлович с самого рождения поступил на попечение императрицы, но последовавшая вскоре кончина Екатерины II пресекла влияние её на ход воспитания великого князя. Его няней была лифляндка Шарлотта Карловна Ливен. Она была в течение первых семи лет единственной наставницей Николая. Мальчик искренне привязался к своей первой воспитательнице, и в период раннего детства «геройский, рыцарски благородный, сильный и открытый характер няни Шарлотты Карловны Ливен» наложил отпечаток на его характер.
С ноября 1800 года воспитателем Николая и Михаила стал генерал М. И. Ламздорф. Выбор генерала Ламздорфа на должность воспитателя великого князя был сделан императором Павлом I. Павел I указал: «только не делайте из моих сыновей таких повес, как немецкие принцы» (нем. Solche Schlingel wie die deutschen Prinzen). В высочайшем приказе от 23 ноября (5 декабря) 1800 года было объявлено: «Генерал-лейтенант Ламздорф назначен быть при его императорском высочестве великом князе Николае Павловиче». Генерал пребывал при своём воспитаннике в течение 17 лет. Очевидно, что Ламздорф вполне удовлетворял педагогическим требованиям Марии Фёдоровны. Так в напутственном письме в 1814 году Мария Фёдоровна называла генерала Ламздорфа «вторым отцом» великих князей Николая и Михаила.
Смерть отца, Павла I в марте 1801 года не могла не запечатлеться в памяти четырёхлетнего Николая. Впоследствии он описал произошедшее в своих воспоминаниях:

События этого печального дня сохранились так же в моей памяти, как смутный сон; я был разбужен и увидел перед собою графиню Ливен.
Когда меня одели, мы заметили в окно, на подъёмном мосту под церковью, караулы, которых не было накануне; тут был весь Семёновский полк в крайне небрежном виде. Никто из нас не подозревал, что мы лишились отца; нас повели вниз к моей матушке, и вскоре оттуда мы отправились с нею, сёстрами, Михаилом и графиней Ливен в Зимний дворец. Караул вышел во двор Михайловского замка и отдал честь. Моя мать тотчас же заставила его молчать. Матушка моя лежала в глубине комнаты, когда вошел Император Александр в сопровождении Константина и князя Николая Ивановича Салтыкова; он бросился перед матушкой на колени, и я до сих пор ещё слышу его рыдания. Ему принесли воды, а нас увели. Для нас было счастьем опять увидеть наши комнаты и, должен сказать по правде, наших деревянных лошадок, которых мы там забыли.

Это был первый удар судьбы, нанесённый ему в период самого нежного возраста. С этих пор забота о его воспитании и образовании сосредоточилось всецело и исключительно в ведении вдовствовавшей императрицы Марии Фёдоровны, из чувства деликатности к которой император Александр I воздерживался от всякого влияния на воспитание своих младших братьев.
Наибольшие заботы императрицы Марии Фёдоровны в деле воспитания Николая Павловича заключались в старании отклонить его от увлечения военными упражнениями, которое обнаружилось в нём с самого раннего детства. Страсть к технической стороне военного дела, привитая в России Павлом I, пустила в царской семье глубокие и крепкие корни — Александр I, несмотря на свой либерализм, был горячим приверженцем вахтпарада и всех его тонкостей, как и великий князь Константин Павлович. Младшие братья не уступали в этой страсти старшим. Николай с самого раннего детства имел особое пристрастие к военным игрушкам и рассказам о военных действиях. Лучшей для него наградой было разрешение отправиться на парад или развод, где он с особым вниманием наблюдал за всем происходившим, останавливаясь даже на мельчайших подробностях.
Великий князь Николай Павлович получил домашнее образование — к нему и брату Михаилу назначались преподаватели. Но особого усердия к учёбе Николай не проявлял. Он не признавал гуманитарных наук, зато прекрасно разбирался в военном искусстве, увлекался фортификацией, был знаком с инженерным делом. В воспоминаниях он писал: «Одни военные науки занимали меня страстно, в них одних я находил утешение и приятное занятие».
По словам В. А. Муханова, Николай Павлович, окончив курс своего образования, сам ужаснулся своему неведению и после свадьбы старался восполнить этот пробел, но преобладание военных занятий и семейная жизнь отвлекали его от постоянных кабинетных работ. «Ум его не обработан, воспитание его было небрежно», — писала об императоре Николае I королева Виктория в 1844 году.
Известно увлечение Николая Павловича живописью, которой он обучался в детстве под руководством живописца И. А. Акимова и автора религиозных и исторических композиций профессора В. К. Шебуева.
Военная служба Николая Павловича началась в 1810 году, когда специально для службы братьев великих князей Николая и Михаила из пажей сформировали лейб-гвардии Дворянскую роту (командир полковник Ушаков), в которой Николай служил командиром полувзвода и ротным адъютантом. Там он числился поручиком Романовым 1-м, затем стал штабс-капитаном Романовым 3-м.
Во время Отечественной войны 1812 года и последовавших за ней военных походов Русской армии в Европе Николай рвался на войну, но встретил со стороны императрицы-матери решительный отказ. В 1813 году 17-летнему великому князю преподавалась стратегия. В это время от сестры Анны Павловны, с которой он был очень дружен, Николай случайно узнал, что Александр I побывал в Силезии, где видел семью прусского короля, что старшая дочь его принцесса Шарлотта понравилась Александру и что в намерениях его было, чтобы Николай как-нибудь с ней увиделся.
Только в начале 1814 года император Александр I разрешил своим младшим братьям прибыть к армии за границу. 5 (17) февраля 1814 года Николай и Михаил выехали из Петербурга. В этой поездке их сопровождали генерал Ламздорф, кавалеры: И. Ф. Саврасов, А. П. Алединский и П. И. Арсеньев, полковник Джанотти и доктор Рюль. Через 17 дней они добрались до Берлина, где 17-летний Николай впервые увидел 16-летнюю дочь короля Пруссии Фридриха Вильгельма III принцессу Шарлотту.
Пробыв одни сутки в Берлине, путешественники проследовали через Лейпциг, Веймар, где увиделись с сестрой Марией Павловной. Затем через Франкфурт-на-Майне, Брухзаль, где находилась тогда императрица Елизавета Алексеевна, Раштатт, Фрайбург и Базель. Близ Базеля они впервые услышали неприятельские выстрелы, поскольку австрийцы с баварцами осаждали близлежащую крепость Гюнинген. Затем через Альткирх они въехали в пределы Франции и достигли тылов армии в Везуле. Однако Александр I повелел братьям возвратиться в Базель. Только когда пришло известие о взятии Парижа и ссылке Наполеона I на остров Эльбу, великие князья получили разрешение прибыть в Париж. Там же он познакомился с генералом И. Ф. Паскевичем, сыгравшем огромную роль в его судьбе.
В июне 1815 года близ Бельфора союзные монархи со свитой, в которой находились великие князья Николай Павлович и Михаил Павлович, были обстреляны французскими партизанами, что стало для братьев боевым крещением.
4 (16) ноября 1815 года в Берлине во время официального обеда было объявлено о помолвке принцессы Шарлотты и великого князя Николая Павловича.
После военных походов Русской армии в Европе к великому князю были приглашены профессора, которые должны были «прочитать военные науки в возможно большей полноте». Для этой цели были выбраны известный инженерный генерал Карл Опперман и, в помощь ему, полковники Джанотти и Андрей Маркевич.
С 1815 года начались военные беседы Николая Павловича с генералом Опперманом.
По возвращении из второго похода, начиная с декабря 1815 года, великий князь Николай Павлович продолжил занятия с некоторыми из своих прежних профессоров. Михаил Балугьянский читал «науку о финансах», Николай Ахвердов — русскую историю (с царствования Иоанна Грозного до смутного времени). С Маркевичем великий князь занимался «военными переводами», а с Джанотти — чтением сочинений Жиро и Ллойда о разных кампаниях войн 1814 и 1815 годов, а также разбором проекта «об изгнании турок из Европы при известных данных условиях».

### Юность и молодость
В начале 1816 года Университет Або Великого княжества Финляндского, по примеру университетов Швеции, всеподданнейше ходатайствовал: «Не удостоит ли Александр I монаршей милостью даровать ему канцлера в особе Его Императорского Высочества великого князя Николая Павловича». По замечанию историка М. М. Бородкина, эта мысль всецело принадлежит Тенгстрёму, епископу Абоской епархии, стороннику России. Александр I удовлетворил просьбу, и великий князь Николай Павлович был назначен канцлером университета. Его задачей было соблюдать статус университета и соответствие университетской жизни духу и традициям. В память об этом событии Санкт-Петербургский монетный двор отчеканил бронзовую медаль. Также в 1816 он был назначен шефом конно-егерского полка.
Летом 1816 года Николай Павлович должен был в довершение своего образования предпринять поездку по России для ознакомления со своим отечеством в административном, коммерческом и промышленном отношениях. По возвращении предполагалось совершить ещё и поездку в Англию. По этому случаю, по поручению императрицы Марии Фёдоровны, была составлена особая записка, в которой излагались главные принципы административного строя провинциальной России, описывались местности, которые великий князь должен был проезжать, в историческом, бытовом, промышленном и географическом отношениях, указывалось, что именно могло составлять предмет бесед великого князя с представителями губернской власти, на что следовало бы обратить внимание.
Благодаря поездке по некоторым губерниям России Николай Павлович получил наглядное представление о внутреннем состоянии и проблемах своей страны, а в Англии он познакомился с опытом развития социально-политической системы государства. Собственная политическая система взглядов Николая отличалась ярко выраженной консервативной, антилиберальной направленностью.
1 (13) июля 1817 года состоялось бракосочетание великого князя Николая с великой княжной Александрой Фёдоровной, именовавшейся до принятия ею православия принцессой Шарлоттой Прусской. Венчание состоялось в день рождения юной княжны в Большой церкви Зимнего дворца. За неделю до венчания, 24 июня (6) июля 1817 года, Шарлотта перешла в православие и была наречена новым именем — Александрой Фёдоровной, а по обручении с великим князем Николаем 25 июня (7) июля 1817 года стала именоваться великой княжной с титулом Её Императорского Высочества. Супруги приходились друг другу четвероюродными братом и сестрой, их общими предками были король Пруссии Фридрих Вильгельм I и его жена София Доротея Ганноверская. Этот брак укрепил политический союз России и Пруссии.
После свадьбы император Александр I поручил Николаю Павловичу приступить к повседневной службе, в том же июле 1817 года он был назначен главным инспектором Корпуса инженеров, затем также стал шефом лейб-гвардии Сапёрного батальона. В следующем 1818 году Николай в дополнение к этим должностям был назначен командиром 2-й бригады 1-й Гвардейской пехотной дивизии. С марта 1825 года — начальник 2-й Гвардейской пехотной дивизии.
Личный дневник Николай Павлович вёл нерегулярно, ежедневные записи охватывают короткий период с 1822 по 1825 годы. Записи велись на французском языке очень мелким почерком с частыми сокращениями слов. Последняя запись была сделана им накануне восстания декабристов.

### Вопрос о престолонаследии. Междуцарствие
В 1819 году император Александр I сообщил Николаю Павловичу и его жене, что наследник престола великий князь Константин Павлович намерен отречься от своего права на престол, поэтому наследником предстоит стать Николаю как следующему по старшинству брату. Сам Николай был отнюдь не обрадован такой перспективой. В своих воспоминаниях он писал:

 Государь уехал, но мы с женой остались в положении, которое уподобить могу только тому ощущению, которое, полагаю, поразит человека, идущего спокойно по приятной дороге, усеянной цветами и с которой всюду открываются приятнейшие виды, когда вдруг разверзается под ногами пропасть, в которую непреодолимая сила ввергает его, не давая отступить или воротиться. Вот совершенное изображение нашего ужасного положения.— Записки Николая I, 1831 г.
В 1823 году Константин Павлович формально отрёкся от своих прав на престол, так как не имел детей, был разведён и женат вторым морганатическим браком на польской графине Грудзинской. 16 (28) августа 1823 года Александр I подписал втайне составленный манифест, утверждавший отречение цесаревича и великого князя Константина Павловича и утверждавший наследником престола великого князя Николая Павловича. На всех пакетах с текстом манифеста Александр I сам написал: «Хранить до моего востребования, а в случае моей кончины раскрыть прежде всякого другого действия».
19 ноября (1 декабря) 1825 года, будучи в Таганроге, император Александр I скоропостижно скончался. В Петербурге известие о смерти Александра I получили лишь утром 27 ноября во время молебна за здравие императора. Николай, первым из присутствовавших, присягнул «императору Константину I» и начал приводить к присяге войска. Сам Константин в тот момент находился в Варшаве, будучи фактическим наместником Царства Польского. В тот же день собрался Государственный совет, на котором было заслушано содержание Манифеста 1823 года. Оказавшись в двойственном положении, когда Манифест указывал на одного наследника, а присяга приносилась другому, члены Совета обратились к Николаю. Тот отказался признать манифест Александра I и отказался провозгласить себя императором до окончательного выражения воли старшего брата. Несмотря на переданное ему содержание Манифеста, Николай призвал Совет принести присягу Константину «для спокойствия Государства». Следуя этому призыву Государственный Совет, Сенат и Синод принесли присягу на верность «Константину I».
На следующий день был издан указ о повсеместной присяге новому императору. 30 ноября Константину присягнули дворяне Москвы. В Петербурге же присягу отложили до 14 (26) декабря 1825.
Тем не менее Константин отказался прибыть в Санкт-Петербург и подтвердил своё отречение в частных письмах к Николаю Павловичу, а затем направил рескрипты председателю Государственного совета (3 (15) декабря 1825) и министру юстиции (8 (20) декабря 1825). Константин престола не принимал, одновременно не желал и формально отрекаться от него в качестве императора, которому уже принесена присяга. Создалось двусмысленное и крайне напряжённое положение междуцарствия.
В царствование императора Александра I Николай Павлович состоял генерал инспектором инженерной части: под его управлением построены укрепления Бобруйска и Динабурга.

### Вступление на престол. Восстание декабристов
Не имея возможности убедить брата занять престол и получив его окончательный отказ (хотя и без формального акта отречения), великий князь Николай Павлович решился принять трон согласно воле Александра I.
Вечером 12 (24) декабря 1825 М. М. Сперанским был составлен Манифест о восшествии на престол императора Николая I. Николай подписал его 13 (25) декабря утром. К Манифесту прилагались письмо Константина к Александру I от 14 (26) января 1822 года об отказе от наследования и манифест Александра I от 16 (28) августа 1823 года.
Манифест о восшествии на престол был оглашён Николаем на заседании Государственного Совета около 22:30 13 (25) декабря. Отдельным пунктом в Манифесте оговаривалось, что временем вступления на престол будет считаться 19 ноября (1 декабря) — день смерти Александра I, — что было попыткой юридически ликвидировать пробел в преемственности самодержавной власти.
Была назначена вторая присяга, или, как говорили в войсках, «переприсяга», — на этот раз уже Николаю I. Переприсяга в Петербурге была назначена на 14 (26) декабря. На этот день группа офицеров — членов тайного общества назначила восстание с целью помешать войскам и Сенату принести присягу новому царю и не допустить вступления Николая I на трон. Главной же целью восставших была либерализация российского общественно-политического строя: учреждение временного правительства, отмена крепостного права, равенство всех перед законом, демократические свободы (прессы, исповеди, труда), введение суда присяжных, введение обязательной военной службы для всех сословий, выборность чиновников, отмена подушной подати и смена формы правления на конституционную монархию или республику.
Восставшими было решено блокировать Сенат, направить туда революционную делегацию в составе Рылеева и Пущина и предъявить Сенату требование не присягать Николаю I, объявить царское правительство низложенным и издать революционный манифест к русскому народу. Однако восстание было в тот же день жестоко подавлено. Несмотря на усилия декабристов произвести государственный переворот, войска и правительственные учреждения были приведены к присяге новому императору. Позже выжившие участники восстания подверглись ссылке, а пять руководителей были казнены.

Дорогой мой Константин! Ваша воля исполнена: я — император, но какою ценою, Боже мой! Ценою крови моих подданных! Из письма брату великому князю Константину Павловичу, 14 декабря.
Никто не в состоянии понять ту жгучую боль, которую я испытываю и буду испытывать всю жизнь при воспоминании об этом дне.
Письмо послу Франции графу Ле Ферронэ 
Никто не ощущает большей потребности, чем я, быть судимым со снисходительностью. Но пусть же те, которые судят меня, примут во внимание, каким необычайным способом я вознёсся с поста недавно назначенного начальника дивизии на пост, который я занимаю в настоящее время, и при каких обстоятельствах. И тогда придётся сознаться, что, если бы не явное покровительство Божественного Провидения — мне было бы не только невозможно поступать надлежащим образом, но даже справляться с тем, что требует от меня заурядный круг моих настоящих обязанностей…
Письмо Царевичу

Высочайший манифест, данный 28 января (9 февраля) 1826 года, со ссылкой на «Учреждение об императорской фамилии» 5 (16) апреля 1797 года, постановлял: «Первое, как дни жизни нашея суть в руце Божией: то на случай кончины НАШЕЙ, до законного совершеннолетия Наследника, Великого Князя АЛЕКСАНДРА НИКОЛАЕВИЧА, определяем Правителем Государства и нераздельных с ним Царства Польского и Великого Княжества Финляндского Любезнейшего Брата НАШЕГО, Великого Князя МИХАИЛА ПАВЛОВИЧА. <…>»
Коронован 22 августа (3 сентября) 1826 года в Москве — вместо июня того же года, как планировалось первоначально — вследствие траура по скончавшейся 4 (16) мая в Белёве вдовствующей императрице Елизавете Алексеевне (вдовы Александра I). Коронация Николая I и императрицы Александры состоялась в Успенском соборе Кремля.
Процессия торжественно вошла в Успенский собор Кремля около половины девятого утра. Открыла её вдовствующая императрица Мария Фёдоровна. Коронационное шествие состояло из нескольких имперских учреждений, делегаций от губерний, от духовенства, от купечества, офицерства и т. д. Братья, великие князья Михаил и Константин (отказавшийся от короны), сопровождали Николая Павловича. По окончании церемонии коронации император со свитой покинул собор и, посетив ещё две церкви, затем вступил во дворец.
Сослуживший во время коронования митрополиту Новгородскому Серафиму (Глаголевскому) архиепископ Московский Филарет (Дроздов), как явствует из его послужного списка, был лицом, представившим Николаю «описание открытия хранившегося в Успенском соборе акта <…> Императора Александра Павловича».
Поэт А. С. Пушкин, приехавший из ссылки в Москву 8 сентября (по новому стилю) и заставший московские коронационные торжества, написал П. А. Осиповой-Вульф в усадьбу Тригорское: «Сегодня, 15 сентября, у нас большой народный праздник — версты на три расставлено столов на Девичьем Поле. Пироги заготовлены саженями, как дрова; так как пироги эти испечены уже несколько недель назад, то будет трудно их съесть и переварить их, но у почтенной публики будут фонтаны вина, чтобы их смочить, — вот злоба дня». В 1828 году в Париже был издан Коронационный альбом Николая I с гравюрами тех событий.
В 1827 году Николай I запретил принимать крепостных крестьян в гимназии и университеты.
12 (24) мая 1829 в Варшаве в Сенаторском зале Королевского замка состоялась коронация Николая I на Царство Польское — уникальный случай в истории России и Польши.

### Важнейшие даты царствования
- 1826 — основание при Императорской канцелярии Третьего отделения — тайной полиции — для слежения за состоянием умов в государстве;
- 1826—1832 — кодификация законов Российской империи М. М. Сперанским;
- 1826—1828 — война с Персией;
- 1828 — основание Технологического института в Петербурге;
- 1828—1829 — война с Турцией;
- 1830—1831 — восстание в Польше;
- 1832 — отмена конституции Царства Польского, утверждение нового статуса Царства Польского в составе Российской империи;
- 1834 — основание Императорского университета Святого Владимира в Киеве (университет был основан указом Николая I 8 (20) ноября 1833 года как Киевский Императорский университет Св. Владимира на базе закрытых после Польского восстания 1830—1831 годов Виленского университета и Кременецкого лицея);
- 1837 — открытие первой в России железной дороги Петербург — Царское Село;
- 1837—1841 — реформа государственных крестьян, проведённая Киселёвым;
- 1841 — запрещение продажи крестьян поодиночке и без земли;
- 1839—1843 — финансовая реформа Канкрина;
- 1843 — запрещение покупки крестьян безземельными дворянами;
- 1839—1841 — Восточный кризис (Второй египетский кризис), в котором Россия выступала совместно с Англией, Австрией и Пруссией против коалиции Франция — Египет;
- 1848 — получение крестьянами права выкупаться на волю с землёй при продаже имения помещика за долги, а также права приобретать недвижимую собственность;
- 1849 — участие российских войск в подавлении Венгерского восстания;
- 1851 — окончание постройки Николаевской железной дороги, соединившей Петербург с Москвой, открытие Нового Эрмитажа;
- 1853—1856 — Крымская война (Николай не доживёт до её конца, простудившись и умерев в 1855 году).

### Внутренняя политика
Самые первые шаги Николая I после коронации были весьма либеральными. Из ссылки был возвращён поэт А. С. Пушкин, главным учителем («наставником») наследника был назначен В. А. Жуковский, либеральные взгляды которого не могли не быть известны императору. (Впрочем, Жуковский писал о событиях 14 (26) декабря 1825 года: «Провидение сохранило Россию <…> По воле Промысла этот день был днём очищения <…> Провидение было со стороны нашего отечества и трона»).
Император внимательно следил за процессом над участниками декабрьского выступления и дал указание составить сводку их критических замечаний в адрес государственной администрации. Несмотря на то, что покушения на жизнь царя по существующим законам карались четвертованием, он заменил эту казнь повешением.
Министерство государственных имуществ возглавил герой 1812 года граф П. Д. Киселёв, монархист по убеждению, но противник крепостного права. Под его началом служили будущие декабристы Пестель, Басаргин и Бурцев. Имя Киселёва было представлено Николаю I в списке заговорщиков в связи с делом о восстании. Но, несмотря на это, Киселёв, известный безупречностью своих нравственных правил и талантом организатора, сделал при Николае I карьеру как наместник Молдавии и Валахии и принял активное участие в подготовке отмены крепостного права.
Историк В. О. Ключевский дал такую общую характеристику внутренней политики Николая I:

Николай поставил себе задачей ничего не переменять, не вводить ничего нового в основаниях, а только поддерживать существующий порядок, восполнять пробелы, чинить обнаружившиеся ветхости помощью практического законодательства и все это делать без всякого участия общества, даже с подавлением общественной самостоятельности, одними правительственными средствами; но он не снял с очереди тех жгучих вопросов, которые были поставлены в прежнее царствование, и, кажется, понимал их жгучесть ещё сильнее, чем его предшественник. 
Встречается ошибочное утверждение, что казнь пяти декабристов была единственной казнью за все тридцать лет царствования Николая I в сравнении с тем, что при Петре I казни исчислялись тысячами, а при Александре II — сотнями.
Однако, например, в 1833 году был повешен участник ноябрьского восстания Артур Завиша, а пятеро его соратников расстреляны, в 1839 году расстрелян Шимон Конарский, в 1846 году был повешен шляхтич Панталеон Потоцкий за попытку восстания. За тяжкие преступления осуждённые могли быть приговорены к нескольким тысячам ударов шпицрутенами, что фактически равнялось мучительной казни. Так, в октябре 1827 года на рапорте о тайном переходе двух евреев через реку Прут в нарушение карантина, в котором отмечалось, что лишь смертная казнь за нарушения карантина способна их остановить, Николай написал: «Виновных прогнать сквозь тысячу человек 12 раз. Слава Богу, смертной казни у нас не бывало, и не мне её вводить».
Некоторые современники писали о его деспотизме. И хотя более сорока тысяч человек погибло во время подавления польского восстания и ещё больше погибло во время войн на Кавказе — пытки в отношении политических заключённых при Николае I не применялись. Даже критически относящиеся к Николаю I историки не упоминают о каком-либо насилии во время следствия по делу декабристов (к которому было привлечено в качестве подозреваемых 579 человек) и петрашевцев (232 человека). Историк Н. А. Рожков пишет, что царь «задабривал» декабристов, а после вынесения приговора в обоих случаях смягчил его, заменив для 31 декабриста и 21 петрашевца смертную казнь более мягкими наказаниями. В то же время историк М. Н. Покровский указывал, что при Александре II насилия над политзаключёнными опять возобновились: так, в ходе Процесса 193-х («хождение в народ») следователи пороли арестованных розгами (всего было арестовано 770 человек) В то же время А. И. Герцен писал о бесследных пропажах людей, вслед за которыми «являлись какие-то люди за его бумагами и пожитками и велели об этом не говорить», что свидетельствует скорее о тайных репрессиях, подчистках (или отсутствии) документов и переписывании истории (возможно в более поздний период).
Николай также заявлял: «…Кто погубил Францию, как не адвокаты… Кто были Мирабо, Марат, Робеспьер и другие?! Нет, … пока я буду царствовать — России не нужны адвокаты, без них проживём».
Важнейшим направлением внутренней политики стала централизация власти. Для осуществления задач политического сыска в июле 1826 года был создан постоянный орган — Третье отделение личной канцелярии — секретная служба, обладавшая значительными полномочиями, начальник которой (с 1827 года) одновременно был шефом жандармов. Третье отделение возглавил А. Х. Бенкендорф, ставший одним из символов эпохи, а по его смерти (1844 год) — А. Ф. Орлов.
6 (18) декабря 1826 года создан первый из секретных комитетов, задачей которого являлось, во-первых, рассмотрение бумаг, опечатанных в кабинете Александра I после его смерти, и, во-вторых, рассмотрение вопроса о возможных преобразованиях государственного аппарата.
12 (24) мая 1829 года в зале Сената в Королевском замке Варшавы в присутствии сенаторов, нунциев и депутатов Царства Николай был коронован как король (царь) Польский. При Николае I было подавлено Польское восстание 1830-1831, в ходе которого Николай I был объявлен повстанцами лишённым престола (Постановление о детронизации Николая I). После подавления восстания Царство Польское утратило самостоятельность, сейм и армию и было разделено на губернии.
Некоторые авторы именуют Николая I «рыцарем самодержавия»: он твёрдо защищал его устои и пресекал попытки изменить существующий строй, невзирая на революции в Европе. После подавления восстания декабристов развернул в стране масштабные мероприятия по искоренению «революционной заразы». В его царствование возобновились гонения на раскольников; были воссоединены с православием униаты Беларуси и Волыни (1839).
В Поволжье в широких размерах проводилась насильственная русификация местных народов. Русификация сопровождалась административными и экономическими принуждениями и духовными притеснениями нерусского населения Поволжья. Как отмечает историк С. А. Нефёдов, Николай I «достиг значительных успехов в создании регулирующей жизнь общества бюрократической абсолютной монархии».
Что касается армии, которой император уделял много внимания, то Д. А. Милютин, будущий военный министр в царствование Александра II, пишет в своих записках: «…Даже в деле военном, которым император занимался с таким страстным увлечением, преобладала та же забота о порядке, о дисциплине, гонялись не за существенным благоустройством войска, не за приспособлением его к боевому назначению, а за внешней только стройностью, за блестящим видом на парадах, педантичным соблюдением бесчисленных мелочных формальностей, притупляющих человеческий рассудок и убивающих истинный воинский дух».
Вместе с тем историк М. Н. Покровский указывал, что введение жёсткой дисциплины в армии в первые годы царствования Николая I, поддерживавшейся в последующем, было связано с чрезвычайной распущенностью, которая воцарилась в русской армии в последнее десятилетие царствования Александра I (после окончания войны с Наполеоном). Офицеры нередко ходили не в военной форме, а во фраках, даже на учениях, надев сверху шинель. В Семёновском полку солдаты занимались ремеслом и торговлей, а вырученные деньги сдавали ротному командиру. Появились «частные» военные формирования. Так, Мамонов, один из богатейших людей России, сформировал свой собственный кавалерийский полк, которым сам же командовал, при этом высказывал крайние антимонархические взгляды и называл царя (Александра I) «скотиной». При Николае I армейская «демократия», граничащая с анархией, была свёрнута и восстановлена жёсткая дисциплина.
Строевая подготовка считалась основой военного обучения. Во время Крымской войны, нередко случалось, что для постройки незначительного полевого укрепления работами по его постройке руководил сапёрный унтер-офицер, так как офицер-пехотинец (или даже сапёр, окончивший кадетский корпус, а не Михайловское или Инженерное училище) не имел ни малейшего понятия об основах полевой фортификации. При таком положении «сапёрный унтер-офицер дирижировал работами, пехотные солдаты были рабочею силой, а их офицеры у него надсмотрщиками».
Аналогичное отношение было и к стрелковому делу. «Вооружённым штуцерами стрелкам у нас придавалось крупное значение; тогда как из гладких ружей ежегодно проходился курс стрельбы всего в 10 выстрелов, на обучение штуцерных отпускалось ежегодно по 120 патронов».
В разгар Крымской войны из-за значительной убыли офицеров на фронте одним из распоряжений императора было введение обучения строевой подготовке в гражданских гимназиях и высшим военным наукам (фортификации и артиллерии) в университетах. Таким образом, Николая I можно считать основоположником начальной военной подготовки в России.

От каждого учебного часа в гимназиях было взято по четверти часа, и из этих четвертушек составилось по два часа ежедневно, которые были посвящены ротному и батальонному учению, для чего были командированы из ближайшего к нам кадетского корпуса офицеры.— 
В 1834 году генерал-лейтенант Н. Н. Муравьёв составил записку «О причинах побегов и средствах к исправлению недостатков армии».

Я составил записку, в коей изложил горестное состояние, в коем находятся войска в нравственном отношении. В записке сей были показаны причины упадка духа в армии, побегов, слабости людей, заключающиеся большею частью в непомерных требованиях начальства в частых смотрах, поспешности, с коею старались образовать молодых солдат, и, наконец, в равнодушии ближайших начальников к благосостоянию людей, им вверенных. Тут же излагал я мнение своё о мерах, которые бы считал нужными для поправления сего дела, погубляющего войска год от году. Я предлагал не делать смотров, коими войска не образуются, не переменять часто начальников, не переводить (как ныне делается) людей ежечасно из одной части в другую и дать войскам несколько покоя.— Н. Н. Муравьёв
Одной из самых больших заслуг Николая Павловича можно считать кодификацию права. Привлечённый царём к этой работе М. М. Сперанский выполнил титанический труд, благодаря чему появился Свод законов Российской империи.
В связи с революциями 1848 года в Европе, опасаясь проникновения «революционной заразы», Николай Павлович в 1848 году начал ужесточать внутреннюю политику. Иностранцам был запрещён въезд в Россию, русским подданным — выезд за границу. Уже находившиеся за границей должны были вернуться под угрозой лишения подданства и конфискации имений. Для надзора за печатью был создан комитет во главе с Д. П. Бутурлиным — «бутурлинский комитет», который проверял уже прошедшие цензуру издания. В каждом университете, за исключением Московского, теперь могло учиться не более трёхсот студентов. Плата за обучение возросла, надзор за студентами и профессорами усилился. Министром просвещения стал князь П. А. Ширинский-Шихматов, требовавший, чтобы «впредь все положения и науки были основаны не на умствованиях, а на религиозных истинах в связи с богословием». Эпоха с 1848 года до смерти Николая I в 1855 году получила название «Мрачное семилетие».

### Крестьянский вопрос
На протяжении всего правления Николая I происходили волнения крестьян. В отчёте Третьего отделение Собственной Его Императорского Величества канцелярии за 1834 год говорилось: «Год от года распространяется и усиливается между помещичьими крестьянами мысль о вольности. В 1834 г. много было примеров неповиновения крестьян своим помещикам и почти все таковые случаи, как по произведенным исследованиям оказывалось, происходили не от притеснений, не от жестокого обращения, но единственно от мысли иметь право на свободу… Поныне все случаи сии были отдельны один от другого, не имели между собою никакой общей связи, и потому правительство без особенных усилий имело возможность прекращать таковые беспорядки. Но могут явиться неблагоприятные обстоятельства: внешняя война, болезни, недостатки; могут явиться люди, которым придет пагубная мысль воспользоваться сими обстоятельствами ко вреду правительства и тогда провозглашением свободы их из помещичьего владения легко будет произвести великие бедствия…». Происходили выступления не только помещичьих крестьян: удельные (в 1834 году) и государственные (в 1840—1844 годах) крестьяне устраивали «картофельные бунты», в 1834—1835 годах происходило восстание башкир, государственных крестьян, оренбургских казаков, мишарей и тептярей. Во время эпидемии холеры 1830—1831 годов происходили «холерные бунты» горожан, крестьян и военных поселян. 13 января 1853 года в имении помещиков Калантаровых в селе Маслов Кут Пятигорского уезда Ставропольской губернии произошёл массовый расстрел восставших крепостных крестьян с применением артиллерии, было убито и умерло от ран более 160 человек.
В царствование Николая I проводились заседания комиссий, призванные облегчить положение крепостных крестьян; так, был введён запрет ссылать на каторгу крестьян, продавать их поодиночке и без земли, крестьяне получили право выкупаться из продаваемых имений. Была проведена реформа управления государственной деревней и подписан «указ об обязанных крестьянах», ставшие фундаментом отмены крепостного права. Указ Николая I от 2 (14) мая 1833 года запрещал продавать крепостных крестьян с публичного торга и отбирать у них наделы, если они имелись, запрещалось разлучать членов одного семейства при продаже.
При этом, сознавая принципиальную необходимость отмены крепостного права, Николай I на это так и не решился. Выступая в 1842 году на заседании Государственного совета, он говорил: «Нет сомнения, что крепостное право, в нынешнем его положении у нас, есть зло, для всех ощутительное и очевидное, но прикасаться к оному теперь было бы бы злом, конечно, ещё более гибельным.. Покойный император Александр в начале своего царствования имел намерение дать крепостным людям свободу, но потом сам отклонился от своей мысли, как совершенно ещё преждевременной и невозможной в исполнении. Я также никогда на это не решусь, считая, что время, когда можно будет приступить к такой мере, вообще очень ещё далеко… Но нельзя скрывать от себя, что теперь мысли уже не те, какие бывали прежде, и всякому благоразумному наблюдателю ясно, что нынешнее положение не может продолжаться навсегда». Когда член Государственного Совета, московский военный генерал-губернатор Д. В. Голицын, предложил Николаю I «прямо ограничить власть помещичью инвентарями [чётко зафиксированными нормами работы крестьян на помещиков]», сделав их обязательными, то Николай I ответил ему: «Я, конечно, самодержавный и самовластный, но на такую меру никогда не решусь, как не решусь и на то, чтоб приказать помещикам заключать договоры: это должно быть делом доброй их воли и только опыт укажет, в какой степени после можно будет перейти от добровольного к обязательному».
Вместе с тем историки — специалисты по русскому аграрному и крестьянскому вопросу: Н. А. Рожков, американский историк Дж. Блюм и В. О. Ключевский указывали на три существенных изменения в данной области, произошедшие в царствование Николая I:
1. Впервые произошло резкое сокращение численности крепостных крестьян — их доля в населении России, по разным оценкам сократилась с 57—58 % в 1811—1817 годах до 35—45 % в 1857—1858 годах, и они перестали составлять большинство населения[57]. Очевидно, немалую роль сыграло прекращение практики «раздачи» государственных крестьян помещикам вместе с землями, процветавшей при прежних царях, и начавшееся стихийное освобождение крестьян.
2. Улучшилось положение государственных крестьян, численность которых ко второй половине 1850-х годов достигла около 50 % населения[58]. Это улучшение произошло в основном благодаря мерам, предпринятым графом П. Д. Киселёвым, отвечавшим за управление госимуществом. Так, всем государственным крестьянам были выделены собственные наделы земли и участки леса, а также повсеместно были учреждены вспомогательные кассы и хлебные магазины, которые оказывали крестьянам помощь денежными ссудами и зерном в случае неурожая. В результате этих мер не только выросло благосостояние государственных крестьян, но и доходы казны с них увеличились на 15—20 %, недоимки по податям уменьшились вдвое, а безземельных батраков, влачивших нищенское и зависимое существование, к середине 1850-х годов практически не осталось, все получили землю от государства[59].
3. Был принят ряд законов, улучшавших положение крепостных крестьян. Так, помещикам было строго запрещено продавать крестьян (без земли) и ссылать их на каторгу (что ранее было обычной практикой); крепостные получили право владеть землёй, вести предпринимательскую деятельность и получили относительную свободу передвижения. Ранее, при Петре I, было введено правило, по которому любой крестьянин, оказавшийся на расстоянии более 30 вёрст от своей деревни без отпускного свидетельства от помещика, считался беглым и подлежал наказанию[60]. Эти строгие ограничения: обязательность отпускного свидетельства (паспорта) при любом выезде из деревни, запрет на хозяйственные сделки и даже, например, запрет на выдачу дочери замуж в другую деревню (надо было платить «выкуп» помещику) — сохранились до XIX века и были отменены в течение первых 10—15 лет царствования Николая I[61]. С другой стороны, впервые государство стало систематически следить за тем, чтобы права крестьян не нарушались помещиками (это являлось одной из функций Третьего отделения), и наказывать помещиков за эти нарушения. В результате применения наказаний по отношению к помещикам к концу царствования Николая I под арестом находилось около 200 помещичьих имений, что сильно сказалось на положении крестьян и на помещичьей психологии[62]. Как писал В. Ключевский, из законов, принятых при Николае I, вытекало два совершенно новых вывода: во-первых, что крестьяне являются не собственностью помещика, а, прежде всего, подданными государства, которое защищает их права; во-вторых, что личность крестьянина не есть частная собственность землевладельца, что их связывают между собой отношения к помещичьей земле, с которой нельзя согнать крестьян[63]. Таким образом, согласно выводам историков, крепостное право при Николае изменило свой характер — из института рабовладения оно фактически превратилось в институт натуральной ренты, который в какой-то мере гарантировал крестьянам ряд базовых прав.

Указанные изменения в положении крестьян вызвали недовольство со стороны крупных помещиков и вельмож, которые увидели в них угрозу сложившемуся порядку. Особенное негодование вызвали предложения П. Д. Киселёва в отношении крепостных крестьян, которые сводились к приближению их статуса к государственным крестьянам и усилению контроля за помещиками. Как заявлял в 1843 году крупный вельможа граф К. В. Нессельроде, планы Киселёва в отношении крестьян приведут к гибели дворянства, сами же крестьяне будут все больше наглеть и бунтовать.
Некоторые реформы, направленные на улучшение положения крестьян, не привели к желаемому результату ввиду упорного противодействия помещиков. Так, по инициативе Д. Г. Бибикова, ставшего позднее министром внутренних дел, в 1848 году на Правобережной Украине была начата инвентарная реформа, опыт которой предполагалось распространить и на другие губернии. Введённые Бибиковым инвентарные правила, обязательные для помещиков, устанавливали определённый размер земельного участка крестьянина и определённые за него повинности. Однако, по словам П. А. Зайончковского, «помещики игнорировали их выполнение, а местная администрация, находившаяся в зависимости от них, не принимала никаких мер».
Впервые была начата программа массового крестьянского образования. Число крестьянских школ в стране увеличилось с 60, где училось 1500 учеников, в 1838 году, до 2551, где училось 111 000 учеников, в 1856 году. В этот же период было открыто много технических училищ и вузов — по существу, была создана система профессионального начального и среднего образования страны.
Как писал историк П. А. Зайончковский, в царствование Николая I «у современников создавалось представление, что в России наступила эпоха реформ».

### Экономическое развитие. Борьба с коррупцией
Состояние дел в промышленности к началу царствования Николая I было наихудшим за всю историю Российской империи. Промышленности, способной конкурировать с Западом, где в то время уже подходила к концу промышленная революция, фактически не существовало (подробнее см. Индустриализация в Российской империи). В экспорте России было лишь сырьё, почти все виды промышленных изделий, необходимые стране, приобретались за рубежом.
К концу царствования Николая I ситуация сильно изменилась. Впервые в истории Российской империи в стране начала формироваться технически передовая и конкурентоспособная промышленность, в частности, текстильная и сахарная, развивалось производство изделий из металла, одежды, деревянных, стеклянных, фарфоровых, кожаных и прочих изделий, начали производиться собственные станки, инструменты и даже паровозы. С 1825 по 1863 годы годовая выработка продукции русской промышленности на одного рабочего выросла в 3 раза, в то время как в предыдущий период она не только не росла, но даже снижалась. С 1819 по 1859 годы объём выпуска хлопчатобумажной продукции России увеличился почти в 30 раз; объём машиностроительной продукции с 1830 по 1860 годы вырос в 33 раза.
Впервые в истории России при Николае I началось интенсивное строительство шоссейных дорог с твёрдым покрытием: были построены трассы Москва — Петербург, Москва — Иркутск, Москва — Варшава. Из 7700 миль шоссейных дорог, построенных в России к 1893 году, 5300 миль (около 70 %) было построено в период 1825—1860 годов. Было также начато строительство железных дорог и построено около 1000 вёрст железнодорожного полотна, что дало стимул к развитию собственного машиностроения.
Бурное развитие промышленности привело к резкому увеличению городского населения и росту городов. Доля городского населения за период царствования Николая I выросла более чем в 2 раза — с 4,5 % в 1825 году до 9,2 % в 1858 году.
Иной точки зрения придерживаются Дарон Аджемоглу и Джеймс Робинсон в книге «Почему одни страны богатые, а другие бедные», считающие, что экономическая политика Николая I была направлена на сдерживание развития промышленности, поскольку Николай I и его идеологический сторонник министр финансов Егор Канкрин видели в этом развитии потенциальную угрозу существующему порядку. Такой же точки зрения придерживаются Александр Гершенкрон и Вальтер Пинтнер. Высокие же темпы роста промышленного производства в конце 1840-х годов отчасти объясняются эффектом низкой базы: в абсолютном выражении промышленное производство Российской и Британской империй было несопоставимо. По их мнению, целью политики Канкрина было укрепление традиционных политических опор режима, прежде всего помещичьей аристократии. Он передал капитал из Государственного коммерческого банка, который должен был давать кредиты на строительство фабрик, Государственному заёмному банку, выдававшему льготные займы под залог крепостных, который обслуживал крупных помещиков. Канкрин, так же как и император Австрийской империи Франц II, ограничивал строительство железных дорог и противился развитию промышленности, раз за разом отвергая предложения иностранных предпринимателей по их строительству.
Политику Канкрина в отношении железных дорог продолжил граф Клейнмихель. До 1842 года в России существовала только одна короткая железнодорожная линия — Царскосельская железная дорога. После европейских революций 1848—1849 годов Николай I жёстко ограничил число фабрик в каждом районе Москвы, запрещалось учреждение новых хлопковых и шерстяных мануфактур, а также железоделательных фабрик. Для открытия производства в других областях требовалось специальное разрешение генерал-губернатора. Вскоре хлопкопрядильное производство было прямо запрещено. Строительство фабрик также было запрещено Францем II в Вене по схожим соображениям. Ограничено было строительство фабрик и в Париже, но, например, в Лондоне или Нью-Йорке подобных ограничений не было.
Понимание неправильности ограничений развития промышленности и строительства железных дорог пришло только после болезненного поражения Российской империи в Крымской войне, где проявилась её экономическая отсталость: снабжение армии осуществлялось на гужевом транспорте, тогда как в Западной Европе уже была развитая сеть железных дорог, а деревянные корабли столкнулись с железными пароходами. Война привела к расстройству финансовой системы Российской империи: для финансирования военных расходов правительству пришлось прибегнуть к печатанию необеспеченных кредитных билетов, что привело к снижению их покрытия серебром с 45 % в 1853 г. до 19 % в 1858, то есть фактически более чем к двукратному обесцениванию рубля.
По объёмам промышленного производства (выпуск чугуна, производство хлопчатобумажной продукции) Россия при Николае I отставала от Англии и Франции, но была на приблизительно одинаковом уровне с Германией, однако уже в последующие десятилетия Германия начала по этим показателям опережать Россию — к концу 1870-х гг. в 2—4 раза.
Вступив на престол, Николай Павлович отказался от господствовавшей на протяжении предыдущего столетия практики фаворитизма. Он ввёл умеренную систему поощрений для чиновников (в виде аренды поместий/имущества и денежных премий), которую в значительной мере сам и контролировал. Единственным, кому значительная недвижимость была предоставлена не в виде аренды, а «в вечное и потомственное владение», был генерал-фельдмаршал И. Ф. Паскевич, получивший в 1840 и 1845 годах два имения в Царстве Польском. В отличие от предыдущих царствований, историками не зафиксированы чрезвычайно крупные подарки в виде дворцов или тысяч крепостных, пожалованных какому-либо вельможе или царскому родственнику. Для борьбы с коррупцией при Николае I впервые были введены регулярные ревизии на всех уровнях. Суды над чиновниками стали обычным явлением. Так, в 1853 году под судом находилось 2540 чиновников. Сам Николай I критически относился к успехам в этой области, говоря, что в его окружении не воруют только он сам и наследник.

### Внешняя политика
В период правления Николая I можно выделить три основных направления внешней политики Российской империи: борьба с революционным движением в Европе; восточный вопрос, включая борьбу России за контроль над черноморскими проливами Босфор и Дарданеллы; а также расширение империи, продвижение на Кавказе и в Средней Азии.
Важной стороной внешней политики явился возврат к принципам Священного союза. Возросла роль России в борьбе с любыми проявлениями «духа перемен» в европейской жизни. Именно в правление Николая I Россия получила нелестное прозвание «жандарма Европы». Так, по просьбе Австрийской империи Россия приняла участие в подавлении венгерской революции, направив 140-тысячный корпус в Венгрию, пытавшуюся освободиться от гнёта со стороны Австрии; в результате был спасён трон Франца Иосифа. Последнее обстоятельство не помешало австрийскому императору, опасавшемуся чрезмерного усиления позиций России на Балканах, вскоре занять недружественную к Николаю позицию в период Крымской войны и даже угрожать ей вступлением в войну на стороне враждебной России коалиции, что Николай I расценил как неблагодарное вероломство; русско-австрийские отношения были безнадёжно испорчены вплоть до конца существования обеих монархий.
Впрочем, австрийцам император помогал не просто из благотворительности. «Весьма вероятно, что Венгрия, победив Австрию, в силу сложившихся обстоятельств вынуждена была бы оказать деятельное содействие замыслам польской эмиграции», — писал биограф генерал-фельдмаршала Паскевича князь А. П. Щербатов.
Особое место во внешней политике Николая I занимал Восточный вопрос.
Россия при Николае I отказалась от планов по разделу Османской империи, которые обсуждались при предыдущих царях (Екатерине II и Павле I), и начала проводить совершенно иную политику на Балканах — политику защиты православного населения и обеспечение его религиозных и гражданских прав, вплоть до политической независимости. Впервые эта политика была применена в Аккерманском договоре с Турцией 1826 года. По этому договору Молдавия и Валахия, оставаясь в составе Османской империи, получили политическую автономию с правом избрания собственного правительства, которое формировалось под контролем России. Спустя полвека существования такой автономии на этой территории было образовано государство Румыния — по Сан-Стефанскому договору 1878 года. «Совершенно таким же порядком, — писал В. Ключевский, — шло освобождение и других племён Балканского полуострова: племя восставало против Турции; турки направляли на него свои силы; в известный момент Россия кричала Турции: „Стой!“; тогда Турция начинала готовиться к войне с Россией, война проигрывалась, и договором восставшее племя получало внутреннюю независимость, оставаясь под верховной властью Турции. При новом столкновении России с Турцией вассальная зависимость уничтожалась. Так образовалось Сербское княжество по Адрианопольскому договору 1829 года, греческое королевство — по тому же договору и по Лондонскому протоколу 1830 г…»
Наряду с этим Россия стремилась обеспечить своё влияние на Балканах и возможность беспрепятственного мореходства в черноморских проливах (Босфор и Дарданеллы).
В ходе русско-турецких войн 1806—1812 и 1828—1829 годов Россия добилась больших успехов в осуществлении этой политики. По требованию России, объявившей себя покровительницей всех христианских подданных султана, султан был вынужден признать свободу и независимость Греции и широкую автономию Сербии (1830); по Ункяр-Искелесийскому договору (1833), ознаменовавшему пик российского влияния в Константинополе, Россия получила право блокировать проход иностранных кораблей в Чёрное море (которое было ей утрачено в результате заключения Второй Лондонской конвенции в 1841 году).
Эти же причины: поддержка православных христиан Османской империи и разногласия по Восточному вопросу, — толкнули Россию на обострение отношений с Турцией в 1853 году, следствием чего стало объявление ею войны России. Начало войны с Турцией в 1853 году было ознаменовано блестящей победой русского флота под командованием адмирала П. С. Нахимова, разгромившего противника в Синопской бухте. Это был последний крупный бой парусных флотов.
Военные успехи России вызвали негативную реакцию на Западе. Ведущие мировые державы не были заинтересованы в усилении России за счёт дряхлеющей Османской Империи. Это создало основу для военного союза Англии и Франции. Просчёт Николая I в оценке внутриполитической обстановки в Англии, Франции и Австрии привёл к тому, что страна оказалась в политической изоляции. В 1854 году Англия и Франция вступили в войну на стороне Турции. Из-за технической отсталости России было сложно противостоять этим европейским державам. Основные военные действия развернулись в Крыму. В октябре 1854 года союзники осадили Севастополь. Русская армия потерпела ряд поражений и не смогла оказать помощи осаждённому городу-крепости. Несмотря на героическую оборону города, после 11-месячной осады, в августе 1855 года, защитники Севастополя были вынуждены сдать город. В начале 1856 года по итогам Крымской войны подписан Парижский мирный трактат. По его условиям России запрещалось иметь на Чёрном море военно-морские силы, арсеналы и крепости. Россия становилась уязвима с моря и лишалась возможности вести активную внешнюю политику в этом регионе.
В период царствования Николая I Россия участвовала в войнах: Кавказской войне 1817—1864, Русско-персидской войне 1826—1828, Русско-турецкой войне 1828—1829, Крымской войне 1853—1856.

### Император-инженер
Получив в молодости хорошее инженерное образование, Николай I проявил изрядные знания в области строительной техники. Так, он сделал удачные предложения в отношении купола Троицкого собора в Петербурге. В дальнейшем, уже занимая высшую в государстве должность, он внимательно следил за порядком в градостроительстве, и ни один значительный проект не утверждался без его подписи.
Им был издан указ, регламентирующий высоту частных зданий в столице. Указ ограничивал высоту любого частного здания шириной улицы, на которой это здание строится. При этом высота жилого частного здания не могла превосходить 11 саженей (23,47 м, что соответствует высоте карниза Зимнего дворца).
Тем самым была создана известная, существовавшая до последнего времени Петербургская городская панорама.
Зная требования к выбору подходящего места для строительства новой астрономической обсерватории, Николай лично указал место для неё на вершине Пулковской горы.
В России появились первые железные дороги общероссийского масштаба, в том числе Николаевская железная дорога.
Вероятно, что Николай I впервые ознакомился с технологиями паровозостроения и строительства железных дорог в возрасте 19 лет во время поездки в Англию в 1816 году, где будущий император посетил железную дорогу инженера Стефенсона.
Николай I, детально изучив технические данные предполагаемых к строительству железных дорог, потребовал расширения российской колеи по сравнению с европейской (1524 мм против 1435 в Европе), исключив тем самым возможность доставки вооружённых сил потенциального противника вглубь России. Принятая Императором ширина колеи была предложена строителем дороги американским инженером Уистлером и соответствовала принятой в то время в некоторых «южных» штатах США ширине колеи в 5 футов.
На горельефе памятника Николаю I в Петербурге изображён эпизод его инспекторской поездки по Николаевской железной дороге, когда его поезд остановился у Веребьинского железнодорожного моста.
Морская оборона Петербурга при адмирале Траверсе опиралась на систему дерево-земляных укреплений возле Кронштадта, вооружённых устаревшими пушками с малой дальнобойностью, позволявшей противнику с дальних дистанций беспрепятственно их уничтожить. Уже в декабре 1827 года по указанию Императора были начаты работы по замене деревянных укреплений на каменные. Николай I лично рассматривал проекты предлагаемых инженерами укреплений и утверждал их. А в некоторых случаях (например, при строительстве форта «Император Павел Первый»), делал конкретные предложения, позволяющие удешевить и ускорить строительство.
Император внимательно подбирал исполнителей работ. Так, он покровительствовал ранее малоизвестному инженер-капитану Иосифу Заржецкому, ставшему главным строителем кронштадтских Николаевских доков. Работы были проведены своевременно, и к моменту, когда на Балтике появилась английская эскадра адмирала Нэпира, оборона столицы, обеспеченная сильными укреплениями и минными банками, стала настолько неприступной, что первый лорд адмиралтейства Джеймс Грэхем указал Нэпиру на гибельность любой попытки захвата Кронштадта. В результате петербургская публика получила повод для развлечения путём выезда в Ораниенбаум и Красную Горку для наблюдения эволюций вражеского флота. Созданная при Николае I впервые в мировой практике минно-артиллерийская позиция оказалась непреодолимой преградой на пути к столице государства.
Уже в первые годы царствования Николая были возобновлены работы по научному исследованию и описанию всего Арктического побережья, от Норвегии и до Чукотки, практически свёрнутые со времён Великой Северной экспедиции. Огромный объём работ был выполнен отрядами М. Ф. Рейнеке, Ф. И. Литке, П. К. Пахтусова, И. А. Бережного, П. Ф. Анжу, Ф. П. Врангеля. Результаты их исследований сразу же обрабатывались в Морском учёном комитете и в Управлении генерал-гидрографа, издавались карты и лоции.
Николай I, сознавая необходимость реформ, считал их проведение делом длительным и осторожным. Он смотрел на подчинённое ему государство, как инженер смотрит на сложный, но детерминированный в своём функционировании механизм, в котором всё взаимосвязано и надёжность одной детали обеспечивает правильную работу других. Идеалом общественного устройства была полностью регламентированная уставами армейская жизнь.
Порядок, строгая, безусловная законность, никакого всезнайства и противоречия, всё вытекает одно из другого; никто не приказывает, прежде чем сам не научится повиноваться; никто без законного обоснования не становится впереди другого; все подчиняются одной определённой цели, всё имеет своё предназначение

### Смерть
Скончался «в двенадцать минут первого часа пополудни» 18 февраля (2 марта) 1855 года. Согласно официальной версии — вследствие пневмонии (простудился, принимая парад в лёгком мундире, будучи уже больным гриппом). Отпевание совершил митрополит Никанор (Клементьевский).
По версии некоторых историков медицины, смерть императора могла наступить из-за последствий тяжёлой травмы, полученной им 26 августа (7 сентября) 1836 года во время ознакомительного путешествия по России. Тогда, в результате ночной дорожно-транспортной аварии, случившейся близ города Чембара Пензенской губернии, император Николай I получил перелом ключицы и ударную контузию. Диагноз был поставлен случайным медиком, который, вероятно, не имел возможности диагностировать состояние внутренних органов потерпевшего. Император был вынужден задержаться на две недели в Чембаре для излечения. Едва здоровье стабилизировалось, он продолжил своё путешествие. В силу таковых обстоятельств, император Николай I после тяжёлой травмы в течение длительного времени находился без квалифицированной медицинской помощи.
Император при приближении смерти сохранял полное самообладание. Всё это время рядом с ним находилась его любимая жена Александра (император хотел, чтобы именно она была рядом с ним). Перед смертью он сказал ей: «С первого дня, как я увидел тебя, я знал, что ты добрый гений моей жизни». Александра считала, что «со смертью императора она испытала горе в его самой горькой форме». Александра Фёдоровна очень тяжело переживала смерть супруга. Она умерла через 5 лет после его смерти и всё это время носила траур по мужу. Николай I успел проститься с каждым из детей и внуков и, благословив их, обратился к ним с напоминанием о том, чтобы они оставались дружны между собой:177. Последними словами императора, обращёнными к его сыну Александру, была фраза «Держи крепко…».
Немедленно после этого в столице широко распространились слухи, что Николай покончил с собой. Болезнь началась на фоне неутешительных известий из осаждённого Севастополя и обострилась после получения известия о неудаче генерала С. А. Хрулёва при штурме Евпатории, что было воспринято как предвестие неизбежного поражения в войне, пережить которое Николай, по складу его характера, не мог. Выход царя на парад в мороз без шинели был воспринят как намерение получить смертельную простуду, по рассказам, лейб-медик Мандт говорил царю: «Государь, это хуже чем смерть, это самоубийство!». С определённостью можно сказать, что болезнь (лёгкий грипп) началась 27 января, заметно усилилась в ночь на 4 февраля, причём днём уже больной Николай отправился на развод войск; после этого он ненадолго слёг, быстро пошёл на поправку, 9 февраля, несмотря на возражения врачей, в 23-градусный мороз без шинели отправился на смотр маршевых батальонов. То же повторилось 10 февраля при ещё более жестоком морозе. После этого болезнь обострилась, несколько дней Николай провёл в постели, но могучий организм взял верх, 15 февраля он уже весь день работает. Никаких бюллетеней о состоянии здоровья царя в это время не выпускалось, что показывает, что болезнь не считалась опасной. Вечером 14 февраля прибыл курьер с сообщением о поражении под Евпаторией. Весть произвела самое подавляющее впечатление, тем более, что инициатором атаки на Евпаторию был сам Николай. 17 февраля состояние императора неожиданно и резко ухудшилось, а утром 18 февраля наступила мучительная агония, продолжавшаяся несколько часов (чего не бывает при воспалении лёгких). Согласно немедленно распространившемуся слуху, императору по его просьбе дал яд лейб-медик Мандт. Великая княгиня Мария Павловна прямо обвиняла Мандта в отравлении её брата. Император запретил вскрытие и бальзамирование своего тела.
По мнению историка П. А. Зайончковского, «слухи о самоубийстве царя лишены всяких оснований». Он ссылается на подробные записи в дневнике, сделанные цесаревичем Александром Николаевичем о болезни отца — который заразился гриппом, а «17 февраля произошёл, по-видимому, отёк лёгких, Николай I начал задыхаться и вскоре умер». Академик Е. В. Тарле отмечает, что версия самоубийства принципиально недоказуема, но во всяком случае фактом является сильное расхождение официальной версии течения болезни с реальной картиной, устанавливаемой по сообщениям очевидцев. И. В. Зимин не отвергает, что смерть могла последовать естественным путём (из-за соматических явлений под влиянием стресса), но при этом перечисляет следующие аргументы в пользу самоубийства: немедленный отъезд Мандта из России; воспоминания хорошо информированного А. В. Пеликана (врач, близкий к Мандту) о самоубийстве царя; обвальный характер заболевания, буквально за несколько часов приведший к летальному исходу; неудачное бальзамирование и быстрое разложение тела; мнение Н. К. Шильдера (обладавший широкой устной информацией историк, биограф Николая, от которого осталась пометка на книге: «отравился»); отсутствие протокола вскрытия.
Погребён 21 февраля (5 марта) 1855 года в Петропавловском соборе Санкт-Петербурга в казачьем генеральском мундире (единственный из всех русских императоров). В траурной церемонии использовали парадный османский щит XVII века как государственную регалию, которую затем применяли на погребальных церемониях Александра II и Александра III.
«Меня удивило, — вспоминал А. Э. Циммерман, — что смерть Николая Павловича, по-видимому, не произвела особенного впечатления на защитников Севастополя. Я заметил во всех почти равнодушие: на мои вопросы, когда и отчего умер Государь, отвечали: не знаем…».

## Титулование
Полный титул Николая I как императора, после присоединения в 1828 году Армянской области:

«Божиею поспе́шествующею милостию Мы НИКОЛАЙ Первый, Император и Самодержец Всероссийский, Московский, Киевский, Владимирский, Новгородский, Царь Казанский, Царь Астраханский, Царь Польский, Царь Сибирский, Царь Херсониса-Таврического, Государь Псковский и Великий Князь Смоленский, Литовский, Волынский, Подольский и Финляндский, Князь Эстляндский, Лифляндский, Курляндский и Семигальский, Самогитский, Белостокский, Корельский, Тверский, Югорский, Пермский, Вятский, Болгарский и иных; Государь и Великий Князь Новагорода Низовския земли́, Черниговский, Рязанский, Полотский, Ростовский, Ярославский, Белозерский, Удорский, Обдорский, Кондийский, Витебский, Мстиславский и всея Северныя стороны Повелитель и Государь Иверския, Карталинския, Грузинския и Кабардинския земли́, и Армянския Области; Черкасских и Горских Князей и иных Наследный Государь и Обладатель; Наследник Норвежский, Герцог Шлезвиг-Голстинский, Стормарнский, Дитмарский и Ольденбургский и прочая, и прочая, и прочая».

## Культура, цензура и писатели
Николай I требовал, чтобы при дворе говорили исключительно по-русски. Придворные, не знавшие русского языка, выучивали некоторое количество фраз и произносили их, лишь когда получали знак о приближении императора.
Николай I подавлял малейшие проявления вольнодумства. В 1826 году вышел цензурный устав, прозванный его современниками «чугунным». Запрещалось печатать практически всё, что имело какую-либо политическую подоплёку. В 1828 году вышел ещё один цензурный устав, несколько смягчавший предыдущий. Новое усиление цензуры было связано с европейскими революциями 1848 года. Доходило до того, что в 1836 году цензор П. И. Гаевский, отсидев 8 дней на гауптвахте, сомневался, можно ли пропускать в печать известия вроде того, что «такой-то король скончался». Когда в 1837 году в «Санкт-Петербургских ведомостях» была опубликована заметка о покушении на жизнь французского короля Луи-Филиппа I, граф Бенкендорф немедленно уведомил министра просвещения С. С. Уварова, что считает «неприличным помещение подобных известий в ведомостях, особенно правительством издаваемых».
В сентябре 1826 года Николай I принял освобождённого им из михайловской ссылки Александра Пушкина, выслушал его признание в том, что 14 декабря 1825 года Пушкин был бы с заговорщиками, но поступил с ним милостиво: избавил поэта от общей цензуры (решил сам цензурировать его сочинения), поручил ему подготовить записку «О народном воспитании», назвал его после встречи «умнейшим человеком России» (однако впоследствии, уже после смерти Пушкина, отзывался о нём и об этой встрече весьма холодно). В 1828 году Николай I прекратил дело против Пушкина об авторстве «Гавриилиады» после переданного ему лично, в обход следственной комиссии, собственноручного письма поэта, содержавшего, по мнению многих исследователей, признание в авторстве крамольного сочинения после долгих отпирательств. Однако император никогда не доверял полностью поэту, видя в нём опасного «вождя либералов», за Пушкиным велась полицейская слежка, его письма перлюстрировались; Пушкин, пройдя через первую эйфорию, выразившуюся и в стихах в честь царя («Стансы», «Друзьям»), к середине 1830-х годов стал также оценивать государя неоднозначно. «В нём много прапорщика и немного Петра Великого», — так писал Пушкин о Николае в своём дневнике 21 мая (2 июня) 1834 г.; вместе с тем в дневнике отмечаются и «дельные» замечания к «Истории Пугачёва» (государь редактировал её и дал Пушкину 20 тысяч рублей в долг), простота в обращении и хороший язык царя. В 1834 Пушкин был назначен камер-юнкером императорского двора, что очень тяготило поэта и также нашло отражение в его дневнике. Пушкин мог позволить себе иногда не приходить на балы, на которые Николай I приглашал его лично. Пушкин же предпочитал общение с литераторами, и Николай I выказывал ему своё недовольство. Роль, которую сыграл император в конфликте Пушкина с Дантесом, оценивается историками противоречиво. После гибели Пушкина Николай I назначил пенсию его вдове и детям, при этом ограничил выступления в память о поэте, выказывая, в частности, тем самым недовольство нарушением запрета на проведение дуэлей.
В результате проводимой политики жёсткой цензуры был арестован за вольные стихи Александр Полежаев, дважды был сослан на Кавказ Михаил Лермонтов. По распоряжению царя были закрыты журналы «Европеец», «Московский телеграф», «Телескоп», преследовался П. Чаадаев и его издатель Надеждин, был запрещён к постановке в России Ф. Шиллер.
И. С. Тургенев в 1852 году был арестован, а затем административно выслан в деревню за написание некролога, посвящённого памяти Николая Гоголя (сам некролог не был пропущен цензурой). Пострадал и цензор, пропустивший в печать тургеневские «Записки охотника», в которых, по мнению московского генерал-губернатора графа А. А. Закревского, «было выражено решительное направление к уничтожению помещиков».
Сборник «Пословицы русского народа» составленный В. И. Далем был объявлен Николаем I вредным, к печати допущен не был.
Имели место факты, показывающее личное участие Николая I в развитии искусств: личное цензурирование Пушкина (общая цензура того времени в ряде вопросов была гораздо жёстче и осторожнее), поддержка Александринского театра. Как писал в этой связи И. Л. Солоневич, «Николаю I Пушкин читал „Евгения Онегина“, а Н. Гоголь — „Мёртвые души“. Николай I финансировал того и другого, первым отметил талант Л. Толстого, а о „Герое нашего времени“ написал отзыв, который сделал бы честь любому профессиональному литературоведу… У Николая I хватило и литературного вкуса, и гражданского мужества, чтобы отстоять „Ревизора“ и после первого представления сказать: „Досталось всем — а больше всего МНЕ“».
В 1850 году по распоряжению Николая I была запрещена к постановке пьеса А. Н. Островского «Свои люди — сочтёмся». Комитет высшей цензуры остался недоволен тем, что среди выведенных автором персонажей не оказалось «ни одного из тех почтенных наших купцов, в которых богобоязненность, праводушие и прямота ума составляют типическую и неотъемлемую принадлежность».
Под подозрение попадали не только либералы. Профессор М. П. Погодин, выпускавший «Москвитянин», в 1852 году был отдан под надзор полиции за критическую статью в адрес пьесы Н. В. Кукольника «Денщик» (о Петре I), удостоившуюся похвалы императора.
Критический отзыв на другую пьесу Нестора Кукольника — «Рука Всевышнего Отечество спасла» — привёл к закрытию в 1834 году журнала «Московский телеграф», издававшегося Н. А. Полевым. Выступивший инициатором закрытия журнала министр народного просвещения граф С. С. Уваров писал о журнале: «Это проводник революции, он уже несколько лет систематически распространяет разрушительные правила. Он не любит России».
Цензура не допускала в печать и некоторые ура-патриотические статьи и произведения, содержавшие резкие и политически нежелательные высказывания и взгляды, что произошло, например, во время Крымской войны с двумя стихотворениями Ф. И. Тютчева. Из одного («Пророчество») Николай I собственноручно вычеркнул абзац, в котором шла речь о водружении креста над константинопольской Софией и о «всеславянском царе»; другое («Теперь тебе не до стихов») было запрещено к публикации министром, очевидно ввиду «несколько резкого тона изложения», отмеченного цензором.

## Прозвища
Домашнее прозвище — Ника.
Официальное прозвище — Незабвенный.
Лев Толстой в рассказе «Николай Палкин» приводит другое прозвище императора: 
Мы ночевали у 95-летнего солдата. Он служил при Александре I и Николае.(…) — А мне довелось при Николае служить,— сказал старик. — И тотчас же оживился и стал рассказывать. 
— Тогда что было,— заговорил он. — Тогда на 50 палок и порток не снимали; а 150, 200, 300… насмерть запарывали. Говорил он и с отвращением, и с ужасом, и не без гордости о прежнем молодечестве. — А уж палками — недели не проходило, чтобы не забивали насмерть человека или двух из полка. Нынче уж и не знают, что такое палки, а тогда это словечко со рта не сходило, Палки, палки!.. У нас и солдаты Николая Палкиным прозвали. Николай Павлыч, а они говорят Николай Палкин. Так и пошло ему прозвище.

## Семья и личная жизнь
У Николая I и Александры Фёдоровны было 7 детей:
- Александр II (17 (29) апреля 1818 — 1 (13) марта 1881)
1-я супруга — Мария Александровна;
2-я супруга — Екатерина Михайловна Долгорукова.
- Мария Николаевна (6 (18) августа 1819 — 9 (21) февраля 1876)
1-й супруг — Максимилиан, герцог Лейхтенбергский;
2-й супруг — граф Григорий Александрович Строганов.
- Ольга Николаевна (30 августа (11 сентября) 1822 — 18 (30) октября 1892)
супруг — Фридрих-Карл-Александр, король Вюртембергский.
- Александра Николаевна (12 (24) июня 1825 — 29 июля (10 августа) 1844)
супруг — Фридрих Вильгельм, принц Гессен-Кассельский.
- Константин Николаевич (9 (21) сентября 1827 — 13 (25) января 1892)
супруга — Александра Иосифовна.
- Николай Николаевич (27 июля (8 августа) 1831 — 13 (25) апреля 1891)
супруга — Александра Петровна.
- Михаил Николаевич (13 (25) октября 1832 — 5 (18) декабря 1909)
супруга — Ольга Фёдоровна.

Фрейлина А. Ф. Тютчева, которая долгое время жила при дворе, в своих мемуарах пишет: «Император Николай питал к своей жене, этому хрупкому, безответственному и изящному созданию, страстное и деспотическое обожание сильной натуры к существу слабому, единственным властителем и законодателем которого он себя чувствует. Для него это была прелестная птичка, которую он держал взаперти в золотой и украшенной драгоценными каменьями клетке, которую он кормил нектаром и амброзией, убаюкивал мелодиями и ароматами, но крылья которой он без сожаления обрезал бы, если бы она захотела вырваться из золочёных решёток своей клетки. Но в своей волшебной темнице птичка не вспоминала даже о своих крылышках».
Согласно светским слухам, имел от 3 до 9 предполагаемых внебрачных детей (см. Список внебрачных детей русских императоров#Николай I). Также Николай I якобы состоял в течение 17 лет в связи с фрейлиной Варварой Нелидовой. По слухам, отношения начались, когда после 7-х родов 34-летней императрицы Александры Фёдоровны (1832) врачи запретили императору супружеские отношения с ней из опасений за её здоровье. Отношения императора с Нелидовой держались в глубокой тайне. Оценивая отношение Николая I к женщинам в целом, Александр Герцен писал: «Я не верю, чтоб он когда-нибудь страстно любил какую-нибудь женщину, как Павел Лопухину, как Александр всех женщин, кроме своей жены; он „пребывал к ним благосклонен“, не больше».

## Образ жизни и методы правления Николая I
Николай I вёл аскетический и здоровый образ жизни. Не курил и не любил курящих, не употреблял крепких напитков, не был игроком, не любил охоту, много ходил пешком, занимался строевыми упражнениями с оружием. Предпочитал одеваться в военный мундир и простую офицерскую шинель, спал на жёсткой кровати с тюфяком из соломы. Известно было его строгое следование распорядку дня: рабочий день начинался с 7 часов утра, ровно в 9 часов — приём докладов.
Отличался хорошей памятью и большой работоспособностью; рабочий день царя длился 16—18 часов. Никогда не пропускал воскресных богослужений. По словам архиепископа Херсонского Иннокентия, «это был <…> такой венценосец, для которого царский трон служил не возглавием к покою, а побуждением к непрестанному труду».
Общеизвестной была любовь царя к законности, справедливости, порядку. Лично бывал на военных смотрах, осматривал фортификационные сооружения, учебные заведения, служебные помещения, государственные учреждения. Замечания и «разносы» всегда сопровождал конкретными советами по исправлению ситуации. Кроме того, Николай I бывал и в расположении войск, ведущих боевые действия: например, при осаде Варны в 1829 году.
Николай I также обладал способностью привлекать к работе талантливых людей. Его сотрудниками были полководец И. Ф. Паскевич, министр финансов граф Е. Ф. Канкрин, министр государственных имуществ граф П. Д. Киселёв, министр народного просвещения граф С. С. Уваров, М. М. Сперанский и др. Талантливый архитектор Константин Тон выполнял при императоре функцию государственного архитектора.
Вместе с тем общеизвестна была большая ограниченность Николая I, а его чрезмерная тяга к внешнему порядку очень часто шла в ущерб эффективности государственного управления. Младший современник Николая I историк С. М. Соловьёв пишет: «по воцарении Николая <…> военный человек, как палка, как привыкший не рассуждать, но исполнять и способный приучить других к исполнению без рассуждений, считался лучшим, самым способным начальником везде; <…> опытность в делах — на это не обращалось никакого внимания. Фронтовики воссели на всех правительственных местах, и с ними воцарилось невежество, произвол, грабительство, всевозможные беспорядки».
По оценке Н. С. Лескова, «всё сколько-нибудь и в каком-нибудь отношении „особенное“ тогда не нравилось и казалось подозрительным, или во всяком случае особенность не располагала к доверию и даже внушала беспокойство. Желательны были люди „стереотипного издания“, которые походили бы один на другого, „как одноформенные пуговицы“».
В качестве «курьёзного примера авторитарно-бюрократического мировосприятия», характерного для Николая I, профессор Санкт-Петербургского университета Е. И. Зеленев приводит следующий исторический анекдот. Один из придворных подал императору жалобу на офицера, который похитил его дочь и тайно обвенчался с ней против воли родителей. Николай I поставил на жалобе обиженного родителя такую резолюцию: «Офицера разжаловать, брак аннулировать, дочь вернуть отцу, считать девицей».

## Личность Николая I и отзывы современников
О Николае Павловиче было оставлено много воспоминаний. Фрейлина Анна Тютчева в своём дневнике указывает, что Николай I был прежде всего фанатично убеждён в том, что является божьим избранником, которому управление страной и народом было вверено самим Богом: «… всё дышало в нём земным божеством, всемогущим повелителем, всё отражало его незыблемое убеждение в своём призвании. Никогда этот человек не испытал тени сомнения в своей власти или в законности её. <…> он с глубоким убеждением и верою совмещал в своём лице роль кумира и великого жреца этой религии». И своей священной миссией, по мнению Тютчевой, Николай I считал защиту святой Руси от посягательств рационализма и либеральных стремлений века. «Как у всякого фанатика, умственный кругозор его был поразительно ограничен его нравственными убеждениями, — продолжает Тютчева. — Он не хотел и даже не мог допустить ничего, что стояло бы вне особого строя понятий, из которых он создал себе культ. Повсюду вокруг него в Европе под веянием новых идей зарождался новый мир, но этот мир индивидуальной свободы и свободного индивидуализма представлялся ему во всех своих проявлениях лишь преступной и чудовищной ересью, которую он был призван побороть, подавить, искоренить во что бы то ни стало, и он преследовал её не только без угрызения совести, но со спокойным и пламенным сознанием исполнения долга. <…> Николай I был Дон-Кихотом самодержавия, Дон-Кихотом страшным и зловредным, потому что обладал всемогуществом, позволявшим ему подчинять всё своей фантастической и устарелой теории и попирать ногами самые законные стремления и права своего века. <…> Отсюда в исходе его царствования всеобщее оцепенение умов, глубокая деморализация всех разрядов чиновничества, безвыходная инертность народа в целом». Тютчева пишет, что Николай I, соединявший в себе рыцарский характер редкого благородства и честности с великодушной душою, работавший по восемнадцать часов в сутки, «чистосердечно и искренно верил, что в состоянии всё видеть своими глазами, всё слышать своими ушами, всё регламентировать по своему разумению, всё преобразовать своею волею. В результате он лишь нагромоздил вокруг своей бесконтрольной власти груду колоссальных злоупотреблений». По мнению Тютчевой, Николай I был для России в течение своего 30-летнего царствования «тираном и деспотом, систематически душившим в управляемой им стране всякое проявление инициативы и жизни». Подводя итог царствования Николая I, Тютчева вспоминает: «В короткий срок полутора лет несчастный император увидел, как под ним рушились подмостки того иллюзорного величия, на которые он воображал, что поднял Россию. И тем не менее именно среди кризиса последней катастрофы блестяще выявилось истинное величие этого человека. Он ошибался, но ошибался честно, и, когда был вынужден признать свою ошибку и пагубные последствия её для России, которую он любил выше всего, его сердце разбилось и он умер».
Известное отрицательное мнение оставил о Николае I А. И. Герцен, много претерпевший от монарха. Описывая контраст между Александром I и Николаем I, Герцен, в частности, пишет, что Николай «…вечно представлял собой остриженную и взлызистую медузу с усами. Он на улице, во дворце, со своими детьми и министрами, с вестовыми и фрейлинами пробовал беспрестанно, имеет ли его взгляд свойство гремучей змеи — останавливать кровь в жилах… Он был красив, но красота его обдавала холодом; нет лица, которое так беспощадно обличало характер человека, как его лицо. Лоб, быстро бегущий назад, нижняя челюсть, развитая за счёт черепа, выражали непреклонную волю и слабую мысль, больше жестокости, нежели чувственности. Но главное — глаза, без всякой теплоты, без всякого милосердия, зимние глаза». Перу Герцена принадлежат также следующие строки: «Николая вовсе не знали до его воцарения; при Александре он ничего не значил и никого не занимал. Теперь всё бросилось расспрашивать о нём; одни гвардейские офицеры могли дать ответ; они его ненавидели за холодную жестокость, за мелочное педантство, за злопамятность».
Совершенно иное мнение о Николае I подчас складывалось в зарубежной прессе:

В представленном выше изложении событий мы находим самую, пожалуй, примечательную деталь — свойства характера императрицы Марии, которая предстала здесь перед нами в виде смелой и честолюбивой женщины… У робкого и нерешительного Николая мы таких личностных качеств не находим.
В книге французского литератора маркиза де Кюстина «Россия в 1839 году», резко критической по отношению к российскому менталитету и многим чертам русской жизни, он так отзывается об императоре: «… одно из главных бедствий, от которых страждет Россия, отсутствие свободы, отражается даже на лице её повелителя: у него есть несколько масок, но нет лица. Вы ищете человека — и находите только Императора… Этот самодержец, возвышающийся благодаря своему росту над прочими людьми, подобно тому как трон его возвышается над прочими креслами, почитает слабостью на мгновение стать обыкновенным человеком и показать, что он живёт, думает и чувствует как простой смертный». Де Кюстин, будучи горячим поклонником абсолютной монархии, ехал в Россию в поисках идеала самодержавия, но глубоко разочаровался.
Французский журналист и бывший секретарь князя А. Н. Демидова Ашиль Галле де Кюльтюр в своей книге «Царь Николай и Святая Россия» (1855) писал, что Николай I погряз в распутстве и обесчестил огромное количество порядочных девушек и женщин: «Если он [царь] отличает женщину на прогулке, в театре, в свете, он говорит одно слово дежурному адъютанту. Особа, привлёкшая внимание божества, попадает под наблюдение, под надзор. Предупреждают супруга, если она замужем, родителей, если она девушка, о чести, которая им выпала. Нет примеров, чтобы это отличие было принято иначе, как с изъявлением почтительной признательности. Равным образом нет ещё примеров, чтобы обесчещенные мужья или отцы не извлекали прибыли из своего бесчестия». Кюльтюр утверждал, что всё это было «поставлено на поток», и девушек, обесчещенных императором, обычно выдавали за кого-нибудь из придворных женихов, а занималась этим, не кто иная как сама супруга царя, императрица Александра Фёдоровна.
Встречаются и положительные отзывы о Николае I. Так, Н. В. Гоголь в «Выбранных местах из переписки с друзьями» с восторгом пишет о Николае и утверждает, что Пушкин также якобы адресовал Николаю, зачитавшемуся во время бала Гомером, апологетическое стихотворение «С Гомером долго ты беседовал один…», скрывая это посвящение из боязни прослыть льстецом. В пушкинистике, однако, эта атрибуция часто ставится под сомнение; указывается, что более вероятно это посвящение переводчику Гомера Н. И. Гнедичу. Н. В. Гоголь также восторженно писал, что Николай I своим приездом в Москву во время ужасов эпидемии холеры проявил черту, которую «едва ли показал кто-нибудь из венценосцев» и которая вызвала у А. С. Пушкина «сии замечательные стихи» («Герой»; у Пушкина речь идёт о Наполеоне I, но, возможно, и с намёком на современные события):
Небесами

Клянусь: кто жизнию своей

Играл пред сумрачным недугом,

Чтоб ободрить угасший взор, —

Клянусь, тот будет небу другом,

Какой бы ни был приговор

Земли слепой.
Видя беспомощность и страх окружающих его чиновников во время холерного бунта, царь тогда сам пошёл в толпу бунтующих людей, больных холерой, сам своим авторитетом подавил этот бунт и, выйдя из карантина, сам снял с себя и сжёг прямо в поле всю одежду, чтобы не заразить свою свиту.
Но отрицательная оценка царствования Николая I была намного более распространена. И через много лет после смерти монарха негативные явления русской жизни часто связывались с последствиями его правления. Характерно, например, такое мнение, принадлежащее боевому генералу Н. Е. Врангелю:

Подкупом и страхом всегда и везде всё достигается, всё, даже бессмертие. Николая Павловича современники его не «боготворили», как во время его царствования было принято выражаться, а боялись. Необожание, небоготворение было бы, вероятно, признано государственным преступлением. И постепенно это заказное чувство, необходимая гарантия личной безопасности, вошло в плоть и кровь современников и затем было привито и их детям и внукам.

## Грамотность
Русской грамотой занимались с императором дежурные кавалеры, то есть состоявшие при нём гувернеры, по очереди, уроки французского языка вначале ему давала сама мать. В 1802 году для преподавания этого языка был приглашен эмигрант Дю Пюже, который преподавал ему также географию и всеобщую историю, стремясь между прочим развить в нём ненависть к деятелям французской революции. Немецкому языку его обучал академик Ф. П. Аделунг.
В своём дневнике за 1834 год А. С. Пушкин отмечает грамотность императора и его красноречие:

28 февраля [1834 года]. В воскресение на бале, в концертной, государь долго со мною разговаривал; он говорит очень хорошо, не смешивая обоих языков, не делая обыкновенных ошибок и употребляя настоящие выражения.

## Награды
- Орден Святого Андрея Первозванного (25 июня (6 июля) 1796)[133]
- Орден Святого Александра Невского (25 июня (6 июля) 1796)
- Орден Святой Анны (25 июня (6 июля) 1796)
- Орден Святого Иоанна Иерусалимского, большой командорский крест (2 (13) октября 1799)
- Орден Белого орла (Царство Польское, 15 (27) февраля 1815)
- Орден Святого Станислава 1-й степени (Царство Польское, 15 (27) февраля 1815)
- Орден Святого Владимира 1-й степени (12 (24) декабря 1823)
- Медаль «За турецкую войну» (1829)
- Орден Святого Георгия 4-й степени за 25 лет службы (1 (13) декабря 1838)
- Знаки отличия беспорочной службы за XV лет (1831), XX лет (1836), XXV лет (1840), XXX лет (1845), XXXV лет (1851)

Иностранные:
- Королевский венгерский орден Святого Стефана, большой крест (Австрия, 31 января (12 февраля) 1826)
- Династический орден Альбрехта Медведя(Герцогства Ангальт-Бернбург, Ангальт-Дессау, Ангальт-Кётен, 31 мая (12 июня) 1837)[135]
- Орден Святого Губерта (Королевство Бавария, 17 февраля (1 марта) 1826)
- Орден Верности (Великое герцогство Баден, 16 (28) февраля 1827)
- Орден Церингенского льва (Великое герцогство Баден, 16 (28) февраля 1827)
- Орден Военных заслуг Карла Фридриха (Великое герцогство Баден, 16 (28) февраля 1827)
- Орден Розы (Бразилия, 7 (19) августа 1830)
- Орден Южного Креста (Бразилия, 1841)
- Орден Подвязки (Великобритания, 26 июня (8 июля) 1827)
- Орден Вюртембергской короны (Королевство Вюртемберг, 10 (22) октября 1826)
- Орден «За военные заслуги», большой крест (Королевство Вюртемберг, 10 (22) октября 1826)
- Орден Святого Георгия (Королевство Ганновер, 12 (24) июня 1840)
- Королевский Гвельфский орден (Королевство Ганновер, 12 (24) июня 1840)
- Орден Людвига (Великое герцогство Гессен, 27 апреля (9 мая) 1830)
- Орден Золотого льва (Гессен-Кассель, 1843)
- Орден Спасителя (Греция, 1833)
- Орден Слона (Дания, 12 (24) февраля 1826)
- Орден Золотого руна с большой цепью (Испания, 18 (30) июня 1817)
- Орден Дубовой короны (Люксембург, 1841)
- Орден Нидерландского льва (Нидерланды, 11 (23) мая 1817)
- Военный орден Вильгельма (Нидерланды, 11 (23) мая 1817)
- Орден Святого Януария (Королевство Обеих Сицилий, 29 апреля (11 мая) 1826)
- Константиновский орден Святого Георгия (Королевство Обеих Сицилий, 29 апреля (11 мая) 1826)
- Орден Святого Фердинанда и Заслуг (Королевство Обеих Сицилий, 29 апреля (11 мая) 1826)
- Орден Заслуг герцога Петра-Фридриха-Людвига (Великое герцогство Ольденбург, 1838)
- Орден Заслуг в честь Святого Людовика[итал.] (Пармское герцогство, 8 (20) июля 1852)
- Орден Башни и Меча (Португалия, 1823)
- Орден Чёрного орла с цепью (Пруссия, 1 (13) января 1809)
- Орден Красного орла (Пруссия, 1 (13) января 1809)
- Крест «За 25 лет службы в офицерских чинах»[нем.] (Пруссия)
- Памятная медаль Гогенцоллернов «Борцам 1848–1849 гг.»[нем.] (Пруссия)
- Орден Белого сокола (Великое герцогство Саксен-Веймар-Эйзенах, 3 (15) ноября 1826)
- Орден Саксен-Эрнестинского дома, большой крест (Герцогства Саксен-Альтенбург, Саксен-Кобург-Гота, Саксен-Мейнинген, 1836)
- Орден Рутовой короны (Королевство Саксония, 1836)
- Высший орден Святого Благовещения (Сардинское королевство, 26 марта (7 апреля) 1826)
- Орден Серафимов (Швеция, 4 (16) сентября 1812)
- Орден Меча (Швеция, 4 (16) сентября 1812)
- Орден Полярной звезды (Швеция, 4 (16) сентября 1812)
- Орден Святого Духа (Франция, 15 (27) июня 1815)

## Память

### Названы в честь Николая I
- Николаевская площадь в Казани
- Николаевская больница в Петергофе
- Никольская улица в Саратове
- бывш. Николаевская улица в Санкт-Петербурге, ныне улица Марата
- бывш. Николаевская улица в Оренбурге, ныне Советская улица
- Гавань императора Николая I, ныне Советская Гавань
- Остров Николая I (назван в 1848) в Аральском море, был переименован в остров Возрождения, ныне исчез[136]
- залив Николая (Охотское море, залив Академии, залив частично обследован в 1849 году экипажем транспорта «Байкал», тогда же Г. И. Невельским было присвоено название заливу)[137].

### Памятники
В честь Императора Николая I в Российской Империи было установлено около полутора десятков памятников, в основном — различные колонны и обелиски, в память посещения им того или иного места. Почти все скульптурные памятники Императору (за исключением конного памятника в Санкт-Петербурге) были уничтожены в годы советской власти.
В настоящее время существуют следующие памятники императору:
- Санкт-Петербург. Конный монумент на Исаакиевской площади. Открыт 26 июня (8 июля) 1859 года, скульптор П. К. Клодт. Памятник сохранился в первозданном виде. Окружающая его ограда была демонтирована в 1930-е годы, воссоздана в 1992 году.
- Санкт-Петербург. Бронзовый бюст Императора на высоком гранитном постаменте. Открыт 12 июля 2001 года перед фасадом здания бывшего психиатрического отделения Николаевского военного госпиталя, основанного в 1840 году по указу Императора (ныне — Санкт-Петербургский окружной военный клинический госпиталь), Суворовский пр., 63. Первоначально, памятник Императору, представляющий собой бронзовый бюст на гранитном постаменте, был открыт перед главным фасадом этого госпиталя 15 (27) августа 1890 года. Памятник был уничтожен вскоре после 1917 года.
- Санкт-Петербург. Гипсовый бюст на высоком гранитном постаменте. Открыт 19 мая 2003 года на парадной лестнице Витебского вокзала (Загородный пр., 52), скульпторы В. С. и С. В. Ивановы, архитектор Т. Л. Торич.
- Великий Новгород. Изображение Николая I на памятнике «Тысячелетие России». Открыт в 1862 году, скульптор — М. О. Микешин.
- Москва. Памятник «Создателям российских железных дорог» у Казанского вокзала — бронзовый бюст императора в окружении известных деятелей железнодорожной отрасли его царствования. Открыт 1 августа 2013 года.
- Бронзовый бюст императору Николаю I был торжественно открыт 2 июля 2015 г. на территории Николо-Берлюковского мужского монастыря в селе Авдотьино, Московской области (скульптор А. А. Аполлонов)
- Свято-Николаевский Кафедральный Собор города Старобельска. В 1859 году было определено место под строительство храма — между Малой Дворянской и Соборной, Классической и Николаевской улицами. Храм был построен в стиле барокко и торжественно освящён в 1862 году. Храм считается памятником архитектуры XIX века и охраняется государством.

### Мемориальные доски
- Москва. Барельеф в здании Ленинградского вокзала.
- Санкт-Петербург. Мемориальная доска на здании Московского вокзала (слева от южного входа в световой зал).
- Новосельское Измаильского района Одесская область Украины. Памятник в честь переправы Николаем I реки Дунай в 1828 году.

### Память на море
Именем Николая I были названы: броненосец, участвовавший в Цусимском сражении и сдавшийся после него японцам, линкор, заложенный в 1914 году, но недостроенный из-за Гражданской войны, и гражданский пароход, на котором в Россию прибыли Луи де Геккерен и Жорж Дантес и уплыл в Европу Николай Васильевич Гоголь.

### Памятные медали
В ознаменование 100-летнего юбилея со дня рождения Николая I по указам Николая II были учреждены государственные награды, а именно две памятные медали. Медалью «В память царствования Императора Николая I» награждались лица, состоявшие на службе в период правления Николая I, медалью «В память царствования Императора Николая I» для воспитанников учебных заведений награждались воспитанники военных учебных заведений, которые обучались в период правления Николая I, но права на ношение первой медали не имели.

### В филателии
- Николай I. Марка Российской империи, 1915 год, 15 копеек.
- Марка Почты России, 2001 г.
- Почтовый блок России, 2008 г. Николай I.

### На монетах
- Серебряная монета Банка России, 25 руб., 2001 г.

## Образ в искусстве

### Кино
Первые кинокартины, где появился образ царя Николая I, были немыми.
- 1910 — «Жизнь и смерть Пушкина»
- 1911 — «Оборона Севастополя»
- 1918 — «Отец Сергий» (Владимир Гайдаров)
- 1926 — «Декабристы» (Евгений Боронихин)
- 1927 — «Поэт и царь» (Константин Каренин)
- 1928 — «Тайны древнего рода», Польша (Павел Оверлло)
- 1930 — «Белый дьявол» Германия (Фриц Альберти)
- 1932 — «Мёртвый дом» (Николай Витовтов)
- 1936 — «Прометей» (Владимир Ершов)
- 1943 — «Лермонтов» (А. Савостьянов)
- 1946 — «Глинка» (Б. Ливанов)
- М. Названов в фильмах «Тарас Шевченко» (1951), «Белинский» (1951), «Композитор Глинка» (1952)
- Миливое Живанович «Хаджи Мурат — белый дьявол» (Италия-Югославия, 1959)
- В. Стржельчик «Сон» (1964), «Третья молодость» (1965), «Зелёная карета» (1967), «Последние дни» (1968), «Отец Сергий» (1978)
- С. Полежаев «Ошибка Оноре де Бальзака» (1968); «Роман императора» (1993)
- Вадим Захарченко «Разбудите Мухина!» (1967)
- Сергей Иванов «Ференц Лист — Грёзы любви» (1970)
- Василий Ливанов — «Звезда пленительного счастья» (1975)
- Юрий Богатырёв — «Нос» (1977), «И с вами снова я» (1981)
- С. Байков — «Чокан Валиханов» (1985)
- Марис Лиепа — «Лермонтов» (1986)
- Юрий Яковлев — «Левша» (1986)
- Валерий Доронин — «Последняя дорога» (1986)
- Эрнст Романов — «Залив счастья» (1987)
- Михаил Боярский — «Чокнутые» (1991)
- Борис Плотников — «После дуэли» (1990), «Грибоедовский вальс» (1995)
- Ю. Макаров «Русский ковчег» (2002), «Пушкин. Последняя дуэль» (2006)
- Марат Башаров «Сатисфакция» (2005)
- Виктор Вержбицкий «Бедная Настя» (2003—2004), «Одна ночь любви» (2008)
- Николай Токарев — «Северный сфинкс» (2003)
- Андрей Зибров — «Смерть Вазир-Мухтара» (2010)
- Сергей Дружко — «Романовы. Фильм седьмой» (2013)
- Виталий Максимов — «Дуэль. Пушкинъ — Лермонтовъ» (2014)
- Дмитрий Наумов — «Форт Росс: В поисках приключений» (2014)
- Никита Тарасов — «Монах и бес» (2016)
- Иван Колесников — «Союз спасения» (2019), «Союз спасения. Время гнева» (2022)
- Андрей Соколов — «Аманат» (2022)
- Алексей Трофимов — «Цербер» (2023)
- Евгений Шварц — «Пророк. История Александра Пушкина» (2025)

### В театре
«Декабристы» — пьеса Леонида Зорина (1966); была поставлена в московском театре «Современник». Режиссёр и исполнитель роли императора Николая I — Олег Ефремов.

## Сочинения Николая I
- Сочинение в. к. Николая Павловича о Марке-Аврелии (Письмо к профессору морали Аделунгу). 1813 г. // Публ. и коммент. А. П. Пятковского. Русская старина. — 1874. — Т. 9, № 2. — С. 252—571.
- Записка императора Николая I о военных действиях на Кавказе (около 1845 г.) // Русская старина. — 1885. — Т. 48, № 10. — С. 209—212.
- Записки императора Николая Павловича о прусских делах. 1848 г. // Сообщ. В. Ф. Ратч Русская старина. — СПб., 1870. — Т. 1, вып. Изд. 3-е. — С. 295—303.